# Bolszaja Sosnowa
Bolszaja Sosnowa (ros. Большая Соснова) – wieś (sieło) w Rosji, w Kraju Permskim, ośrodek administracyjny rejonu bolszesosnowskiego. W 2010 liczyła 4432 mieszkańców.

## Urodzeni
- Michaił Naumow